# Взятие Китаба
Взятие Китаба — взятие русскими войсками под командованием генерала Абрамова столицы Шахрисабзского бекства в 1870 году. 

## Ход событий
Во время русско-бухарской войны шахрисябзские беки, формально зависимые от бухарского хана сохраняли нейтралитет. Однако в 1868 году после разгрома русской армией бухарских войск на Зерабулакских высотах, шахрисябзские правители Джурабек и Бабабек внезапно осадили русский гарнизон в Самарканде. После подписания мирного договора между Россией и Бухарским ханством, Шахрисябзское бекство фактически отпало от Бухары. Со стороны бекства участились набеги разбойников. Бухарский эмир, не имея сил подчинить себе мятежных беков попросил помощи туркестанского генерал-губернатора Кауфмана. В августе 1870 года Кауфман направил генерала Абрамова с целью овладеть главными городами Шахисябзского бекства Китабом и Шааром, изгнать мятежных правителей и передать город бухарскому эмиру.
Русский отряд выступил из Самарканда двумя колоннами: правая, полковника Михайловского (1 батальон, 2 сотни казаков, 10 орудий и 6 ракетных станков), выступила 7 августа и в 2 перехода дошла до Джама; левая, подполковника Соковнина (4 роты, ½ сотни, 2 орудия и 2 ракетных станка) двинулась 9 августа кратчайшей дорогой на Китаб, через Кара-Тюбенское ущелье. К вечеру 11 августа обе колонны достигли садов Урус-Кишлака, отстоящих на 2,5 версты от наружной шахрисябзской стены и расположились на позиции. Города Китаб и Шаар были окружены одною общей стеной; затем каждый из этих городов имел особую внутреннюю стену и кроме того еще цитадель.
Утром 12 августа была проведена рекогносцировка местности после чего было принято решение атаковать крепость двумя колоннами по обе стороны ворот Раватак. Ночью были возведены брешь-батареи, которые утром 13 августа открыли огонь. Шахрисябзцы открыли ответный огонь, смертельно ранив подполковника Соковнина. К вечеру против колонны Михайловского брешь в стене была готова, пробить же в стене брешь со стороны батареи Соковнина не удалось. Абрамов решил штурмовать стену колонной Михайловского, а другой только демонстрировать. С наступлением ночи колонна Михайловского была усилена 2 ротами и 1 орудием и штурм назначен в 3½ часа утра.

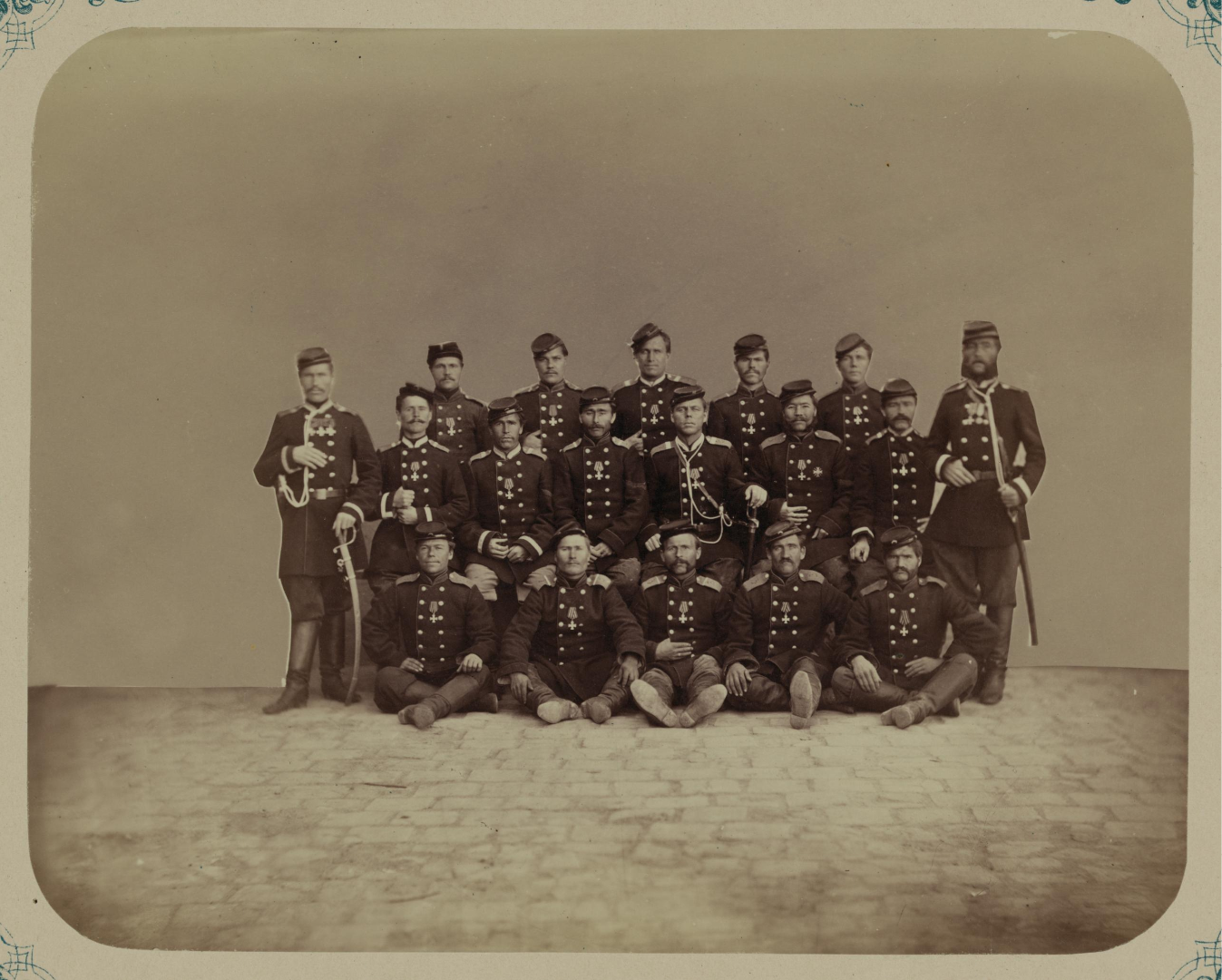
Георгиевские кавалеры за взятие Китаба

Михайловский должен был штурмовать брешь и по занятии её направиться влево, на главную дорогу, ведущую от ворот к Китабу, а затем далее к цитадели. Подполковнику Раевскому, заступившему на место Соковнина, было приказано после канонады занять стену с 1,5 ротами только тогда, когда колонна Михайловского войдет в город. Последняя в тишине дошла незамеченной до стены и, после непродолжительного рукопашного боя, овладела ей; затем она двинулась к большой дороге. Узнав, что Михайловский ворвался в город, Абрамов приказал Принцу овладеть воротами Раватак, что последним и было исполнено, несмотря на ружейный и артиллерийский огонь противника. Затем, видя, что большая часть стены уже занята, Абрамов приказал Раевскому прекратить стрельбу с левой брешь-батареи, штурмовать участок стены, расположенный против него. Через 15 минут и здесь стена была занята. После этого Раевский двинулся к воротам Раватак и далее по большой дороге в Китаб на соединение с Михайловским. Между тем, Михайловский, дойдя до площади, остановился, зажег кругом склады сена и решил выждать рассвета. Затем, приведя отряд в порядок, он с 5 ротами, 4 орудиями и 4 ракетными станками направился к стене Китаба. У ворот её отряд был встречен ружейным огнем. Обстреляв картечью и гранатами ворота и башенки, защищавшие ворота, Михайловский приказал атаковать стену. Одна из рот перелезла через нее под огнем и открыла ворота. Войдя затем в Китаб, отряд на своем пути к цитадели ли не встречал больше сопротивления. В 8 часов утра всё было кончено. В связи с усталостью войск, движение в Шаар было отложено на следующий день, хотя с занятием Китаба, этот город прислал депутацию с изъявлением покорности. 
Мятежные беки Джурабек и Бабабек бежали в Коканд, однако вскоре были выданы кокандским ханом русскому правительству. Потери русских войск при штурме составили 19 убитых и 119 раненых, потери шахрисябзцев только убитыми до 600 человек. Сдав города бекам, присланным бухарским эмиром, русские войска 26 августа вернулись в Самарканд.